# Jonas Omlin
Jonas Omlin (Sarnen, 10 gennaio 1994) è un calciatore svizzero, portiere del Borussia M'gladbach, di cui è capitano, e della nazionale svizzera.

## Carriera

### Club

#### Club svizzeri
Omlin ha esordito nel calcio professionistico con il Kriens nella 1. Liga Promotion. Successivamente si è trasferito al Luzern, ma è stato prestato al Le Mont-sur-Lausanne per la stagione 2015/16. È poi tornato al Luzern per due stagioni.
il 22 giugno 2018 viene ingaggiato dall' FC Basel . Dopo cinque partite di prova, Omlin ha fatto il suo debutto nel campionato nazionale con la nuova squadra nella partita casalinga allo St. Jakob-Park il 21 luglio 2018, in cui il Basel è stato sconfitto 2-1 dallo St. Gallen. Sotto la guida dell'allenatore Marcel Koller,vince con il Basel la Coppa Svizzera 2018-2019. Nel primo turno, il Basel ha sconfitto il FC Montlingen 3-0, nel secondo turno l'Echallens Région 7-2 e negli ottavi di finale il Winterthur 1-0. Ai quarti di finale, il Sion è stato sconfitto 4-2 dopo i tempi supplementari e in semifinale il Zürich è stato sconfitto 3-1. Tutte queste partite sono state giocate in trasferta. La finale si è tenuta il 19 maggio 2019 nello Stade de Suisse Wankdorf Bern contro il Thun. L'attaccante Albian Ajeti ha segnato il primo gol, Fabian Frei il secondo per il Basel, poi Dejan Sorgić ha segnato un gol per il Thun, ma il risultato finale è stato di 2-1 per il Basel. Omlin ha giocato in quattro partite di coppa.

#### Montpellier
Il 12 agosto 2020 Omlin viene acquistato dal Montpellier, militante in Ligue 1, dopo aver giocato un totale di 92 partite per il Basel (59 nella Nationalliga A, 5 nella Coppa Svizzera, 6 nella UEFA Champions League, 9 nella UEFA Europa League e 13 partite amichevoli). Disputa con il club francese 74 partite in 2 stagioni e mezzo, tutte in campionato.

#### Borussia Mönchengladbach
Il 19 gennaio 2023, Omlin ha firmato per il club della Bundesliga Borussia Mönchengladbach, in sostituzione del partente Yann Sommer (acquistato dal Bayern Monaco), con un contratto di quattro anni e mezzo.
Il 5 settembre 2023, poco dopo la seconda giornata della stagione seguente, è costretto a sottoporsi ad un intervento chirurgico per la ricaduta di un infortunio alla spalla che aveva subito pochi mesi prima in un amichevole con il Montpellier, che lo costringe a stare lontano dal campo per diversi mesi. Torna ad essere disponibile per la squadra il 30 marzo 2024, scendendo in campo contro il Friburgo, nel match valevole per la ventisettesima giornata di Bundesliga.
Il 19 settembre 2024 subisce un nuovo infortunio che lo costringe ad assentarsi diversi mesi. Tornato ad essere disponibile, viene relegato al ruolo di secondo portiere, complici le ottime prestazioni offerte dal suo compagno di reparto Moritz Nicolas.

### Nazionale
Nel maggio 2019, è stato convocato nella nazionale per le partite finali della Nations League 2018-2019 ma non ha giocato nel torneo.
Ha fatto il suo debutto nella nazionale svizzera il 7 ottobre 2020 in un'amichevole contro la Croazia.
Originariamente convocato per la squadra svizzera per l'Europeo di calcio 2020, Omlin ha subito un lieve infortunio alla caviglia destra durante il riscaldamento della partita di apertura. La Associazione Svizzera di Football ha chiamato Gregor Kobel per sostituire il suo posto.

## Statistiche

### Presenze e reti nei club
Statistiche aggiornate al 17 maggio 2025.
| Stagione                   | Squadra                    | Campionato                 | Campionato | Campionato | Coppe nazionali | Coppe nazionali | Coppe nazionali | Coppe continentali | Coppe continentali | Coppe continentali | Altre coppe | Altre coppe | Altre coppe | Totale | Totale | Totale |
| Stagione                   | Squadra                    | Comp                       | Pres       | Reti       | Comp            | Pres            | Reti            | Comp               | Pres               | Reti               | Comp        | Pres        | Reti        | Pres   | Reti   |        |
| -------------------------- | -------------------------- | -------------------------- | ---------- | ---------- | --------------- | --------------- | --------------- | ------------------ | ------------------ | ------------------ | ----------- | ----------- | ----------- | ------ | ------ | ------ |
| 2012-2013                  | Kriens                     | PL                         | 4          | -6         | CS              | 1               | -1              | -                  | -                  | -                  | -           | -           | -           | 5      | -7     |        |
| 2013-2014                  | Kriens                     | PL                         | 22         | -48        | CS              | 1               | 0               | -                  | -                  | -                  | -           | -           | -           | 23     | -48    |        |
| Totale Kriens              | Totale Kriens              | Totale Kriens              | 26         | -54        |                 | 2               | -1              |                    | -                  | -                  |             | -           | -           | 28     | -55    |        |
| 2014-2015                  | Lucerna                    | SL                         | 1          | -4         | CS              | 0               | 0               | -                  | -                  | -                  | -           | -           | -           | 1      | -4     |        |
| 2015-2016                  | Le Mont                    | CL                         | 15         | -21        | CS              | 0               | 0               | -                  | -                  | -                  | -           | -           | -           | 15     | -21    |        |
| 2016-2017                  | Lucerna                    | SL                         | 14         | -24        | CS              | 5               | -5              | UEL                | 0                  | 0                  | -           | -           | -           | 19     | -29    |        |
| 2017-2018                  | Lucerna                    | SL                         | 22         | -37        | CS              | 2               | -2              | UEL                | 2                  | -3                 | -           | -           | -           | 26     | -42    |        |
| Totale Lucerna             | Totale Lucerna             | Totale Lucerna             | 37         | -65        |                 | 7               | -7              |                    | 2                  | -3                 |             | -           | -           | 46     | -75    |        |
| 2018-2019                  | Basilea                    | SL                         | 27         | -29        | CS              | 4               | -4              | UCL+UEL            | 2+2                | -5 + 0             | -           | -           | -           | 35     | -38    |        |
| 2019-2020                  | Basilea                    | SL                         | 32         | -31        | CS              | 1               | -2              | UCL+UEL            | 4+9                | -9 + -4            | -           | -           | -           | 46     | -46    |        |
| Totale Basilea             | Totale Basilea             | Totale Basilea             | 59         | -60        |                 | 5               | -6              |                    | 15                 | -18                |             | -           | -           | 79     | -84    |        |
| 2020-2021                  | Montpellier                | L1                         | 31         | -51        | CF              | 0               | -0              | -                  | -                  | -                  | -           | -           | -           | 31     | -51    |        |
| 2021-2022                  | Montpellier                | L1                         | 29         | -41        | -               | -               | -               | -                  | -                  | -                  | -           | -           | -           | 29     | -41    |        |
| 2022-gen. 2023             | Montpellier                | L1                         | 14         | -26        | -               | -               | -               | -                  | -                  | -                  | -           | -           | -           | 14     | -26    |        |
| Totale Montpellier         | Totale Montpellier         | Totale Montpellier         | 74         | -118       |                 | 0               | -0              |                    | -                  | -                  |             | -           | -           | 74     | -118   |        |
| gen.-giu. 2023             | Borussia M'gladbach        | BL                         | 15         | -18        | -               | -               | -               | -                  | -                  | -                  | -           | -           | -           | 15     | -18    |        |
| 2023-2024                  | Borussia M'gladbach        | BL                         | 7          | -18        | CG              | 1               | 0               | -                  | -                  | -                  | -           | -           | -           | 8      | -18    |        |
| 2024-2025                  | Borussia M'gladbach        | BL                         | 12         | -26        | CG              | 1               | -1              | -                  | -                  | -                  | -           | -           | -           | 13     | -27    |        |
| Totale Borussia M'Gladbach | Totale Borussia M'Gladbach | Totale Borussia M'Gladbach | 34         | -62        |                 | 2               | -1              |                    | -                  | -                  |             | -           | -           | 36     | -63    |        |
| Totale carriera            | Totale carriera            | Totale carriera            | 245        | -380       |                 | 16              | -15             |                    | 17                 | -21                |             | -           | -           | 278    | -416   |        |

### Cronologia presenze e reti in nazionale
| Cronologia completa delle presenze e delle reti in nazionale ― Svizzera | Cronologia completa delle presenze e delle reti in nazionale ― Svizzera | Cronologia completa delle presenze e delle reti in nazionale ― Svizzera | Cronologia completa delle presenze e delle reti in nazionale ― Svizzera | Cronologia completa delle presenze e delle reti in nazionale ― Svizzera | Cronologia completa delle presenze e delle reti in nazionale ― Svizzera | Cronologia completa delle presenze e delle reti in nazionale ― Svizzera | Cronologia completa delle presenze e delle reti in nazionale ― Svizzera |
| Data                                                                    | Città                                                                   | In casa                                                                 | Risultato                                                               | Ospiti                                                                  | Competizione                                                            | Reti                                                                    | Note                                                                    |
| ----------------------------------------------------------------------- | ----------------------------------------------------------------------- | ----------------------------------------------------------------------- | ----------------------------------------------------------------------- | ----------------------------------------------------------------------- | ----------------------------------------------------------------------- | ----------------------------------------------------------------------- | ----------------------------------------------------------------------- |
| 7-10-2020                                                               | San Gallo                                                               | Svizzera                                                                | 1 – 2                                                                   | Croazia                                                                 | Amichevole                                                              | -2                                                                      |                                                                         |
| 31-3-2021                                                               | San Gallo                                                               | Svizzera                                                                | 3 – 2                                                                   | Finlandia                                                               | Amichevole                                                              | -2                                                                      |                                                                         |
| 26-3-2022                                                               | Londra                                                                  | Inghilterra                                                             | 2 – 1                                                                   | Svizzera                                                                | Amichevole                                                              | -2                                                                      |                                                                         |
| 12-6-2022                                                               | Lancy                                                                   | Svizzera                                                                | 1 – 0                                                                   | Portogallo                                                              | UEFA Nations League 2022-2023 - 1º turno                                | -                                                                       | 80’                                                                     |
| Totale                                                                  |                                                                         | Presenze                                                                | 4                                                                       |                                                                         | Reti                                                                    | -6                                                                      |                                                                         |

## Palmarès

### Club

#### Competizioni nazionali
- Coppa Svizzera: 1

Basilea: 2018-2019